# Monomachus
Monomachus (лат.) — род паразитических наездников семейства Monomachidae из надсемейства Proctotrupoidea (или в составе Diaprioidea).

## Описание
Мелкие перепончатокрылые наездники. Длина 1—2 см (крылья менее 1 см). Основная окраска тела жёлтая, зеленоватая, коричневая. Усики длинные, нитевидные, состоят из 14 члеников у самцов и из 15 у самок. Брюшко самок тонкое, вытянутое. Стебелёк брюшка (петиоль) трубчатый. Нижнечелюстные щупики состоят из 5 члеников, а нижнегубные — из трёх. Формула шпор голени: 1,2,2. Паразитируют на пупариях и личинках двукрылых из семейства львинок (Diptera, Stratiomyiidae, Chiromyzinae). Австралийский вид Monomachus antipodalis паразитирует на мухах рода Boreoides (Stratiomyiidae: Chiromyzinae). Неотропические виды Monomachus fuscator и M. eurycephalus паразитируют на мухах Chiromyza vittata (Stratiomyidae, Chiromyzinae), которые известны как вредители кофейного дерева.

## Распространение
Встречаются, главным образом, в Южном полушарии. Три вида описаны из Австралии. Два вида известны из Новой Гвинеи. Около 20 видов описаны из неотропических стран Северной, Центральной и Америки: Аргентина, Перу, Чили, и далее на север до южных штатов Мексики (Оахака, Чьяпас).

## Систематика
Известно около 30 видов. Род был впервые описан в 1841 году немецким энтомологом Иоганном Фридрихом Клугом (Johann Christoph Friedrich Klug; 1775—1856) и первоначально включал единственный вид Pelecinus fuscator Perty, 1833.
Описанный в 1903 году род Tetraconus Szepligeti с одним видом из Бразилии в 2012 году был сведён в синонимы с Monomachus.
Вместе с родом Chasca Johnson & Musetti, 2012 (известно два его вида из Перу и Чили) образует семейство Monomachidae.
Семейство анцестральное для Diapriidae и Proctotrupoidea, вероятно древняя группа (обладают более полным жилкованием крыльев, чем близкие семейства).
- Monomachus antipodalis Westwood, 1874 — Австралия
- Monomachus atratus Musetti & Johnson, 2004 — Южная Америка
- Monomachus aurifer Musetti & Johnson, 2004 — Южная Америка
- Monomachus australicus Girault, 1925 — Австралия
- Monomachus bicolor Szépligeti, 1903 — Южная Америка
- Monomachus comptus Musetti & Johnson, 2000 — Новая Гвинея
- Monomachus cracens Musetti & Johnson, 2000 — Новая Гвинея
- Monomachus cubiceps Schrottky, 1911 — Южная Америка
- Monomachus cultratus Musetti & Johnson, 2004 — Южная Америка
- Monomachus eurycephalus Schletterer, 1890 — Южная Америка
- Monomachus exul Musetti & Johnson, 2004 — Южная Америка
- Monomachus fuscator (Perty, 1833) — Южная Америка
  - = Pelecinus fuscator Perty, 1833
- Monomachus glaberrimus  Schletterer, 1890 — Южная Америка
- Monomachus hesperius Naumann, 1985 — Австралия
- Monomachus intonsus Musetti & Johnson, 2004 — Южная Америка
- Monomachus klugii  Westwood, 1841 — Южная Америка
- Monomachus lateralis Westwood, 1841 — Южная Америка
- Monomachus megacephalus Schletterer, 1890 — Южная Америка
- Monomachus mocsaryi (Szépligeti, 1903) — Бразилия
  - = Tetraconus mocsaryi Szépligeti, 1903
- Monomachus pallescens Schletterer, 1890 — Северная, Центральная и Южная Америка
- Monomachus paulus Musetti & Johnson, 2004 — Южная Америка
- Monomachus porteri Brèthes, 1928 — Южная Америка
- Monomachus satyrus Musetti & Johnson, 2004 — Южная Америка
- Monomachus segmentator Westwood, 1841 — Южная Америка
- Monomachus serratus Musetti & Johnson, 2004 — Южная Америка
- Monomachus variegatus  Schletterer, 1890 — Южная Америка
- Monomachus velatus Musetti & Johnson, 2004 — Южная Америка